# Crabbea pinnatifida
Crabbea pinnatifida är en akantusväxtart som beskrevs av Mats Thulin. Crabbea pinnatifida ingår i släktet Crabbea och familjen akantusväxter. Inga underarter finns listade i Catalogue of Life.